# Vörðufell (berg i Island, Suðurland, lat 63,77, long -19,72)
Vörðufell är ett berg i Suðurland i  Island. Toppen på Vörðufell är 850 meter över havet.